# Красная дорожка
Красная дорожка — церемония встречи и представления участников какого-либо шоу, как правило, из области киноиндустрии или музыки. Во время прохода по красной дорожке «звёзды» приветствуют публику и позируют фотографам, демонстрируя свои наряды и раздавая интервью журналистам. Во время церемоний вручения Оскаров красная дорожка начинается, как правило, за полтора часа до самого вручения статуэток. Красные дорожки являются отличным шансом для поклонников увидеть живьём своих кумиров, а для журналистов — задать звёздам горячие вопросы.
Традиционно такая дорожка используется для обозначения маршрута следования глав государств в церемониальных и официальных мероприятиях, а в последние десятилетия стало распространенным явлением также для чествования знаменитостей на официальных мероприятиях.

## История использования
Самые первые упоминания о красной дорожке встречаются в пьесе «Агамемнон» (458 г. до н.э). «Негоже мне смертному ходить по Земле, как Богу» ‒ именно так посчитал царь Агамемном, когда после победы над Троей его жена Клитемнестра расстелила перед ним красную ковровую дорожку. Шествовать по красному ковру могли только боги, а не простые люди. В 458 г. до н.э. греческий драматург Эсхил описал этот ритуал в своем произведении «Агамемном», что считается первым письменным упоминанием о таком явлении, как «red-carpet treatment», без которого сегодня не обходится ни одно светское мероприятие или встреча высокопочтенных гостей.
Понятие «red-carpet treatment» начало активно использоваться после приема в 1821 году президента США Джеймса Монро.

## Историческая сводка
Художники Ренессанса украшали путь к трону королевских особ красным ковров, а, как известно, свое вдохновение представители Возрождения черпали из античной культуры. Поэтому, вероятней всего, традиция берет начало со времен древней Греции. В 1821 году ковровая дорожка была расстелена перед президентом Соединенных Штатов Джеймсом Монро, который следовал на свою инаугурацию. 
В 20-х годах дорожка стала прерогативой простых людей, например, она была постелена для пассажиров поезда 20th Century Limited. Сегодня это обычное явление для светских мероприятий, где балом правят богатые и известные. Сложно представить Оскар или Каннский кинофестиваль без шествия «селебрити» по знаменитой красной дорожке.

## Цвет
У людей древности не было такого широкого выбора красителей, поэтому для создания красного оттенка использовали моллюсков. Процесс был трудоемкий и затратный, позволить себе такую роскошь могли только состоятельные представители высшего общества. Красный цвет со времен Древнего Рима считался символом успешности и богатства, поэтому выбор пал на красный неслучайно.
Общего стандарта производства не существует, также допускается и отклонение в оттенках, например, часто встречаются бордовые или алые дорожки. Общепринятый оттенок – scarlet.

## Дресс-код
Официально красная дорожка требует соблюдения некоторых правил. Например, дурным тоном для мужчины считается надеть на красную ковровую дорожку галстук, здесь приветствуется исключительно бабочка. Запрещен выход в кроссовках и любой другой спортивной обуви. Дело касается и нарядов: не приемлемо выходить в одном и том же наряде на разные ковровые дорожки, поэтому большинство знаменитостей перед Оскаром или Грэмми берут платья в прокате.

## Красная дорожка и кинематограф
Чтобы подчеркнуть уникальность и звездность профессии актера, находчивые представители этой сферы позаимствовали дорожку из античных мифов для себя. Впервые убранство появилось на премьере фильма «Робин Гуд» в 1922 году, по дорожке прошелся знаменитый покоритель сердец Дуглас Фэрбенкс. В 1961 атрибут появился на премии Оскар.

## Названия других объектов
Также — название парка в Бабушкинском районе Москвы.